# 아미 오브 더 데드: 로스트 베가스
《아미 오브 더 데드: 로스트 베가스》(영어: Army of the Dead: Lost Vegas)는 넷플릭스에서 방영 예정인 미국의 애니메이션이다. 잭 스나이더 감독의 영화 《아미 오브 더 데드》의 스핀오프 작품이다.